# Bladkapitäl
Bladkapitäl är ett kapitäl dekorerat med växtmotiv.
Bladkapitäl uppträder tidigt i Egypten och Mesopotamien, där lotus- och palmettkapitäl i stiliserad form var vanliga. I det antika Grekland användes främst akantusbladet och rankan, vilket senare kom att bli det viktigaste kapitälornamentet i Europa. I den äldre kristna byggnadskonsten användes detta med stor förenkling och stilisering. Under gotiken återinfördes ett annat, mera naturalistiskt bladverk. Under renässansen kom det stiliserade akantusbladet åter till heders. 